# Artigat
Artigat ist eine französische Gemeinde mit 555 Einwohnern (Stand 1. Januar 2022) im Département Ariège in der Region Okzitanien. Sie gehört zum Arrondissement Saint-Girons und zum Kanton Arize-Lèze.
Nachbargemeinden sind Le Fossat im Nordwesten, Durfort im Norden, Saint-Martin-d’Oydes im Nordosten, Saint-Michel im Osten, Madière im Südosten, Pailhès im Süden, Lanoux und Castéras im Südwesten und Carla-Bayle im Westen.

## Bevölkerungsentwicklung
| Jahr      | 1962 | 1968 | 1975 | 1982 | 1990 | 1999 | 2008 | 2015 |
| --------- | ---- | ---- | ---- | ---- | ---- | ---- | ---- | ---- |
| Einwohner | 518  | 470  | 460  | 367  | 416  | 516  | 540  | 566  |

## Persönlichkeiten
- Martin Guerre (1524–nach 1560), Landwirt des 16. Jahrhunderts